# Grzędzice
Grzędzice (niem. Seefeld) – wieś w Polsce, położona w województwie zachodniopomorskim, w powiecie stargardzkim, w gminie Stargard, przy linii kolejowej Szczecin-Poznań.
| SIMC    | Nazwa  | Rodzaj  |
| ------- | ------ | ------- |
| 0783396 | Mężyki | kolonia |

W miejscowości jest przystanek kolejowy Grzędzice.

## Historia
Wieś została założona na początku XIII wieku jako własność biskupstwa kamieńskiego, a w 1364 roku została zakupiona przez miasto Stargard.
W 1939 roku we wsi było 17 gospodarstw o powierzchni 20-45 ha. Do sołectwa Grzędzice należy dawna osada folwarczna Mężyki, założona w latach dwudziestych XX wieku oraz Grzędziczki - trzyzagrodowe zabudowania po południowej stronie linii kolejowej (XIX w.). Ludność według stanu na 30 grudnia 2006 roku – 841 osób.
W latach 1954–1968 wieś należała i była siedzibą władz gromady Grzędzice, po jej zniesieniu w gromadzie Stargard Szczeciński. W latach 1975–1998 wieś administracyjnie należała do województwa szczecińskiego.

## Architektura
Wieś okolnica z centralnie położonym naturalnym stawem i kościołem św. Piotra i Pawła z XV w. Najbardziej cenne są w nim polichromie z lat 1450-1470.

## Sport
Siedzibę ma tutaj klub sportowy: Ludowy Zespół Sportowy Orzeł Grzędzice (klasa okręgowa, grupa zachodniopomorska I).

## Atrakcje turystyczne
- Gotycki kościół z XV w. z kamienia polnego i cegły z wieżą na planie kwadratu. W 1912 odkryto freski z XV w., najstarsze w tym regionie; są to 33 sceny biblijne, w 1954 kościół poddano gruntownej renowacji[7].
- wieś położona jest polach drumlinowych, największych w Europie (3500 wałów polodowcowych)